# Campeonato Baiano de Basquete
O Campeonato Baiano de Basquete é uma competição brasileira estadual de basquetebol na Bahia, realizada pela Federação Bahiana de Basketball. É dividido nas seguintes categorias: adulto masculino, adulto feminino, sub-22 masculino, sub-19 masculino, sub-17 masculino, sub-15 masculino e sub-13 masculino.

## Edições do adulto masculino
Levantamento baseado nas investigações realizadas pelo esportista e educador Carlos Roberto Colavolpe na obra monográfica "A gênese do Basketball na Bahia: Primeiras aproximações" defendida em 2002 na Faculdade de Educação da UFBA e em notícias identificadas nas referências.

### Títulos por equipe
| Clubes                             | Títulos                                                  | Vices                                                    |
| ---------------------------------- | -------------------------------------------------------- | -------------------------------------------------------- |
| Itapagipe                          | 20 (ver na tabela)                                       | 3 (1961, 1964, 1965)                                     |
| Vitória                            | 9 (1979, 2005, 2012, 2013, 2016, 2017,2018,2022,2023-24) | 3 (2002,2014, 2015)                                      |
| Bahia, Bahia/Com. Ramos/Cer. Gerbi | 8 (1986, 1987, 1988, 1999, 2000, 2001, 2002, 2003)       | 1 (2004)                                                 |
| AAB                                | 6 (5 + 2019)                                             | 3 (1971, 1979, 2022)                                     |
| FTC/EAD                            | 6 (2006, 2007, 2008, 2009, 2010, 2011)                   | 0                                                        |
| Montesi                            | 3 (1961, 1964, 1965)                                     | 3 (1958, 1959, 1960)                                     |
| Fantoches da Euterpe               | 3 (1973, 1974, 1975)                                     | 0                                                        |
| TBJ/Petrobahia, UNIRB/Academia TBJ | 1 (2014)                                                 | 2 (2012, 2013)                                           |
| Clube Bahiano de Tênis             | 1 (1971)                                                 | 1 (1970)                                                 |
| Liga Bonfinense de Basquete        | 1 (2015)                                                 | 1 (2008)                                                 |
| Clube Hebraica                     | 1 (1969)                                                 | 0                                                        |
| ARCA                               | 1 (1978)                                                 | 0                                                        |
| Falcon/Serrinha                    | 1 (2004)                                                 | 0                                                        |
| Fluminense do Barbalho             | 0                                                        | 8 (1950, 1950, 1951, 1952, 1953, 1954, 1955, 1956, 1957) |
| Feira Tênis Clube                  | 0                                                        | 3 (1986, 1987, 1988)                                     |
| Alagoinhas/PMA                     | 0                                                        | 2 (2010, 2011)                                           |
| Fênix Cajazeiras                   | 0                                                        | 2 (2017, 2018)                                           |
| Esporte Clube Periperi             | 0                                                        | 1 (1966)                                                 |
| ASBAC                              | 0                                                        | 1 (2009)                                                 |
| Lauro de Freitas                   | 0                                                        | 1 (2007)                                                 |
| Ilhéus                             | 0                                                        | 1 (2014)                                                 |
| Itaparica Falcon                   | 0                                                        | 1 (2005)                                                 |
| Conquista/Casa do Óleo             | 0                                                        | 1 (2019)                                                 |
| Astro                              | 0                                                        | 1 (2001)                                                 |
| Camaçari Basquete                  | 0                                                        | 1 (2023-24)                                              |